# 竹下百合子
竹下 百合子（たけした ゆりこ、1988年11月23日-）は、東京都青梅市出身のカヌー選手。2008年北京オリンピック日本代表。

## 経歴
小学2年生のときに、カヌーインストラクターだった父の影響でカヌーを始める。桜華女学院高等学校を経て早稲田大学スポーツ科学部卒業。
2011年4月に北京オリンピック競泳日本代表選手上田春佳と共にキッコーマンに入社した。

## 主な戦歴
- 2005年 - 日本カヌースラローム選手権優勝。
- 2006年 - スラロームジュニア世界選手権9位。スラローム世界選手権23位
- 2007年 - スラローム世界選手権24位
- 2008年 - 北京オリンピック カヌー・スラローム女子カヤックシングル4位入賞（この競技における日本史上最高記録である）